# Thiện Kế, Sơn Dương
Thiện Kế là một xã thuộc huyện Sơn Dương, tỉnh Tuyên Quang, Việt Nam.

## Diện tích, dân số
Xã có diện tích 31,05 km², dân số năm 2022 là 13466 người, mật độ dân số đạt 433 người/km².